# Kalle Joelsson
Julius Kalle Joelsson (Löddeköpinge, 21 marzo 1998) è un calciatore svedese, portiere dell'AIK.

## Carriera

### Club
Ha iniziato a giocare a calcio all'età di cinque anni nel settore giovanile dell'IF Lödde, proseguendo qui la sua formazione calcistica fino all'età di sedici anni, quando è passato al vivaio dell'Helsingborg.
Nel 2015 ha debuttato nel quarto livello del calcio svedese difendendo la porta dell'HIF Akademi, una sorta di seconda squadra dell'Helsingborg. Vi è rimasto anche per l'annata 2016.
Prima dell'inizio della stagione 2017 è stato promosso in prima squadra all'Helsingborg, militante nel campionato di Superettan ovvero la seconda serie nazionale. Il 14 agosto 2017 ha esordito disputando l'incontro di Superettan perso per 4-0 contro il Frej. Si è trattata anche della sua unica presenza stagionale in campionato.
La prima parte della stagione 2018 l'ha trascorsa come secondo portiere, poi a luglio è passato all'Ängelholms FF in Division 1 (terza serie) con la formula del prestito con doppio tesseramento, che lo ha reso quindi disponibile per entrambe le squadre. Con i gialloblù gioca due partite proprio a luglio, ma sul finire del campionato viene schierato dall'Helsingborg in sette delle ultime nove giornate di una Superettan 2018 che ha visto i rossoblù centrare la promozione in Allsvenskan.
Joelsson ha mantenuto il proprio posto di portiere titolare nonostante il salto di categoria, tuttavia in occasione della partita della quindicesima giornata dell'Allsvenskan 2019 contro il Sirius si è infortunato gravemente al ginocchio. È tornato in campo quasi un anno dopo, il 18 giugno 2020, giocando nella sconfitta sul campo del Kalmar, ma dopo tre panchine ha dovuto nuovamente fermarsi per sottoporsi a una nuova operazione al ginocchio. Durante il campionato 2021, che l'Helsingborg ha trascorso in Superettan in virtù della retrocessione dell'anno precedente, Joelsson è stato prevalentemente riserva dell'esperto Anders Lindegaard. Dal 2022 Joelsson ha riconquistato stabilmente il ruolo di portiere titolare, scendendo in campo dal primo minuto in 85 partite su 90 complessive durante un triennio in cui l'Helsingborg ha militato per una stagione in Allsvenskan e due in Superettan, fino alla scadenza del suo contratto il 31 dicembre 2024.
Il 7 gennaio 2025 è approdato a parametro zero all'AIK, squadra della massima serie nazionale, che aveva appena ceduto il portiere di riserva Ismael Diawara.

### Nazionale
Nel 2019 ha giocato una partita con la nazionale svedese Under-21.

## Statistiche

### Presenze e reti nei club
Statistiche aggiornate al 3 luglio 2022.
| Stagione        | Squadra         | Campionato      | Campionato | Campionato | Coppe nazionali | Coppe nazionali | Coppe nazionali | Coppe continentali | Coppe continentali | Coppe continentali | Altre coppe | Altre coppe | Altre coppe | Totale | Totale |
| Stagione        | Squadra         | Comp            | Pres       | Reti       | Comp            | Pres            | Reti            | Comp               | Pres               | Reti               | Comp        | Pres        | Reti        | Pres   | Reti   |
| --------------- | --------------- | --------------- | ---------- | ---------- | --------------- | --------------- | --------------- | ------------------ | ------------------ | ------------------ | ----------- | ----------- | ----------- | ------ | ------ |
| 2017            | Helsingborg     | S1              | 1          | -4         |                 | -               | -               |                    | -                  | -                  |             | -           | -           | 1      | -4     |
| gen.-lug. 2018  | Helsingborg     | S1              | 0          | 0          | CS              | 0               | 0               |                    | -                  | -                  |             | -           | -           | 0      | 0      |
| lug. 2018       | Ängelholms FF   | D1              | 2          | -3         |                 | -               | -               |                    | -                  | -                  |             | -           | -           | 2      | -3     |
| lug.-dic. 2018  | Helsingborg     | S1              | 7          | -8         | CS              | 1               | -1              |                    | -                  | -                  |             | -           | -           | 8      | -9     |
| 2019            | Helsingborg     | A               | 15         | -20        |                 | -               | -               |                    | -                  | -                  |             | -           | -           | 15     | -20    |
| 2020            | Helsingborg     | A               | 1          | -4         |                 | -               | -               |                    | -                  | -                  |             | -           | -           | 1      | -4     |
| 2021            | Helsingborg     | S1              | 5+2        | -2 + -2    | CS              | 1               | -3              |                    | -                  | -                  |             | -           | -           | 8      | -7     |
| 2022            | Helsingborg     | A               | 9          | -12        |                 | -               | -               |                    | -                  | -                  |             | -           | -           | 9      | -12    |
| Totale carriera | Totale carriera | Totale carriera | 42         | -55        |                 | 2               | -4              |                    | -                  | -                  |             | -           | -           | 44     | -59    |